# Suzanne Lenglen
Suzanne Rachel Flore Lenglen (* 24. Mai 1899 in Paris; † 4. Juli 1938 ebenda) war eine französische Tennisspielerin. Sie dominierte in den frühen und mittleren 1920er Jahren das Damentennis. Ihre anmutige Spielweise und ihr außergewöhnliches Auftreten machten sie zu einem der ersten Weltstars im Sport. Zwischen 1919 und 1926 gewann sie 25 Grand-Slam-Titel. Sie wurde „die Göttliche“ genannt, weshalb ihr Hannes Küpper sein Gedicht „Suzanne die Göttliche“ widmete.

## Eine Bilanz ihrer Erfolge
Lenglen gewann insgesamt 25 Titel bei den späteren Grand-Slam-Turnieren. Allerdings wurden die Französischen Meisterschaften erst ab 1925 für internationale Teilnehmer geöffnet. Bis zu diesem Zeitpunkt hatte Lenglen dort bereits vier Siege errungen.
Lenglen war 1920 als erster Spielerin gelungen, bei den Internationalen Englischen Tennismeisterschaften in Wimbledon in allen drei Konkurrenzen (Einzel, Doppel und Mixed) den Titel zu gewinnen. Diesen Erfolg konnte sie sogar noch zweimal, 1922 und 1925, wiederholen.
Ihrem ersten Einzeltitel im Jahr 1919 fügte sie noch fünf weitere (1919–1923 sowie 1925) hinzu. Auch im Doppel konnte sie in diesen Jahrgängen triumphieren und kam so auf insgesamt 15 Siege in Wimbledon.
Lenglen war auch bei den Olympischen Spielen 1920 in Antwerpen erfolgreich, wo sie für ihr Land zwei Goldmedaillen (im Einzel und im Mixed) sowie eine Bronzemedaille (Doppel) gewinnen konnte.
Im Einzel gewann die Französin insgesamt 81 Titel, davon nicht weniger als sieben ohne Spielverlust, dazu kamen 73 Titel im Doppel und acht im Mixed.
Die von Fans und Presse nur „die Göttliche“ genannte, die zudem zehnmal Hartplatz-Weltmeisterin war (viermal im Einzel sowie je dreimal im Doppel und im Mixed), wurde nur 39 Jahre alt. Sie starb an Leukämie.

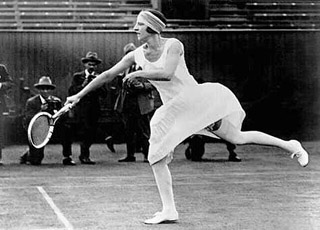
Suzanne Lenglen

Legendär war auch ihr für damalige Verhältnisse skandalöses Auftreten. Den Platz betrat Lenglen des Öfteren mit offenem Pelzmantel. „Die Göttliche“ absolvierte ihre Spiele zudem mit gewagtem Dekolleté, unbedeckten Armen und weißen Strümpfen ohne Unterrock. Sie ließ den Schneider Jean Patou für sich arbeiten. Trotzdem wurde Lenglen nie des Platzes verwiesen.
Obgleich sie nie ein offizielles Turnier in dem erst 1928 fertiggestellten Stade Roland Garros gespielt hat, trägt nicht nur der Pokal für die Siegerin der French Open im Dameneinzel heute ihren Namen; auch das zweitgrößte Stadion der Anlage Roland Garros ist nach der Französin benannt.
Suzanne Lenglen gilt als eine der besten Spielerinnen aller Zeiten.

## Frühe Jahre
Suzanne Lenglen wurde als Tochter von Charles und Anaïs Suzanne Lenglen in Paris geboren. In ihrer Kinder- und Jugendzeit litt sie an chronischem Asthma und einer Vielzahl gesundheitlicher Probleme. Der Vater – ein recht wohlhabender Transportunternehmer – hatte beschlossen, die angeschlagene Gesundheit seiner Tochter durch intensiven Sport zu stärken. Gelegenheit hierzu bot sich auf dem Tennisplatz der Familie auf ihrem Anwesen in Marest-sur-Matz. Im Jahr 1910 griff die kleine Elfjährige erstmals zum Tennisschläger. Von der zunehmenden Begeisterung und vom Talent seiner Tochter beeindruckt, steckte Charles Lenglen die Ziele höher und begann mit so etwas wie konsequentem Training, wobei eine der praktizierten Übungen darin bestand, einen auf dem Spielfeld liegenden Handschuh zu treffen.
Nur vier Jahre nach den ersten Versuchen stand Suzanne 1914 im Finale der Französischen Meisterschaften. Das Turnier – Vorläufer der späteren French Open – war zu diesem Zeitpunkt und bis 1925 nur Mitgliedern französischer Tennisclubs vorbehalten. Die 14-Jährige verlor gegen Titelverteidigerin Marguerite Broquedis in drei Sätzen mit 7:5, 4:6 und 3:6. Doch schon im selben Jahr gewann sie die Internationalen Sandplatz-Meisterschaften in Saint-Claude (während des Turniers vollendete sie ihr 15. Lebensjahr). Der Ausbruch des Ersten Weltkriegs stoppte die hoffnungsvolle Karriere der jungen Französin – vorerst.

## Ungebrochene Dominanz
Im Gegensatz zu den Französischen Meisterschaften, die erst ab dem Jahr 1920 wieder stattfanden, wurden die Offenen Englischen Meisterschaften in Wimbledon schon 1919 wieder ausgetragen. Lenglen, die erstmals auf Gras spielte, erreichte auf Anhieb das Finale und stand dort der siebenmaligen Gewinnerin Dorothea Douglass Chambers gegenüber. Beide lieferten sich ein hochspannendes Duell, das als eines der dramatischsten Endspiele in die Tennisgeschichte einging. Lenglen gewann knapp in drei Sätzen 10:8, 4:6 und 9:7 und sicherte sich 21-jährig ihren ersten Grand-Slam-Titel. Doch nicht nur die außerordentliche Qualität des Spiels der jungen Französin wurde zum Tagesgespräch. Auch ihre Kleidung erregte Aufsehen; im Gegensatz zu ihren traditionell vollständig verhüllten Gegnerinnen ließ sie die Unterarme und Waden nahezu unbedeckt – ein Skandal für die damalige Zeit. Die britische Öffentlichkeit zeigte sich aber nicht nur angesichts des freizügigen Auftretens der Französin schockiert. Vielmehr registrierte man raunend, dass sie sich bei den Seitenwechseln schlückchenweise mit Brandy erfrischte.
Bei den Olympischen Spielen 1920 in Antwerpen dominierte Lenglen die Einzelkonkurrenz der Damen. Auf ihrem Weg zur Goldmedaille verlor sie nur ganze drei Spiele – allesamt im Endspiel gegen die Britin Dorothy Holman. Zudem sicherte sie sich mit ihrem Landsmann Max Decugis eine weitere Goldmedaille im gemischten Doppel und gewann auch Bronze im Damendoppel.
Von 1919 bis 1925 gewann Suzanne Lenglen alle Wimbledon-Titel im Einzel. Nur 1924 musste sie aufgrund asthmatischer Probleme nach der vierten Runde ihren Verzicht erklären. Von 1920 bis 1926 triumphierte sie auch bei den Französischen Meisterschaften, die 1925 für ausländische Spieler geöffnet wurden.

## Gescheitertes Debüt in Amerika
Lenglens einzige wirkliche Niederlage in einem Match in dieser Zeit ereignete sich im Rahmen eines ungeplanten Auftritts 1921 bei den US Open. Lenglen hatte sich entschlossen, ihre Popularität dafür zu nutzen, für den Wiederaufbau kriegszerstörter französischer Gebiete Geld zu sammeln. Hierfür plante sie, in den USA einige Schaukämpfe gegen die norwegischstämmige US-Open-Siegerin Molla Bjurstedt-Mallory zu spielen.
Bei der langen Überfahrt auf See litt die Französin unter schwerer Seekrankheit und asthmatisch bedingtem Husten. Als Lenglen in New York eintraf, vernahm sie erstaunt, dass die Organisatoren der US Open – ohne je ihr Einverständnis eingeholt zu haben – ihre Teilnahme verkündet hatten.
Obwohl die Französin bereits zu diesem Zeitpunkt an immer heftigerem Husten litt, beugte sie sich dem Druck der begeisterten und erwartungsvollen amerikanischen Öffentlichkeit. Überraschenderweise war keine Setzliste vorhanden, so dass Lenglen, nachdem ihre Erstrundengegnerin nicht angetreten war, bereits in ihrem Auftaktspiel auf die Titelverteidigerin Bjurstedt-Mallory traf. Lenglen verlor den ersten Satz 2:6 und wurde zu Beginn des zweiten Durchgangs von so schweren Hustenkrämpfen geschüttelt, dass sie aufgeben musste. Ihr Abgang wurde zu einem wahren Spießrutenlauf. Das enttäuschte Publikum verspottete die Französin, auch die amerikanische Presse war voll der Kritik. Ein Arzt stellte später fest, dass Lenglen unter Keuchhusten litt. Die Französin sagte alle Schaukämpfe ab. Lenglen, die in Europa als „Die Göttliche“ verehrt wurde, kehrte angesichts dieser Erfahrungen niedergeschlagen nach Europa zurück.
Nach ihrer Genesung sann die Französin auf Wiedergutmachung. Im Wimbledon-Endspiel des folgenden Jahres traf Lenglen erneut auf die Bjurstedt-Mallory und fegte sie in 26 Minuten mit 6:2, 6:0 vom Platz. Einige Monate später trafen beide bei einem Turnier in Nizza erneut aufeinander. Mallory gewann nicht ein einziges Spiel.

## Das letzte Jahr als Amateurspielerin
In ihrem letzten Jahr als Spielerin bei den Amateuren gelang der Französin, die bereits eine lebende Legende war, ihr größter Auftritt auf einem Tennisplatz. Im Februar 1926 traf sie im Carlton Club in Cannes zum ersten und einzigen Mal auf die Amerikanerin Helen Wills Moody, die mit 20 Jahren sieben Jahre jünger war als Lenglen. Wills war bereits zweifache US-Open-Gewinnerin und sollte die späten 1920er und frühen 1930er Jahre ebenso dominieren wie dies Lenglen seit 1919 getan hatte.
Das Interesse der Öffentlichkeit an dem Zusammentreffen von Vergangenheit und Zukunft des Damentennis war unbeschreiblich und trieb die Eintrittspreise in nie gekannte Höhen. Die Begeisterung war so groß, dass selbst die Dächer und Fenster der den Tennisplatz umgebenden Gebäude voll waren mit Schaulustigen. Die Vergangenheit triumphierte noch einmal über die Zukunft: Lenglen siegte 6:3 und 8:6, obwohl sie mehrmals einem Kreislauf-Kollaps nahe war.
Einige Wochen später schien Lenglen Kurs auf ihren siebten Titel in Wimbledon zu nehmen. Doch die britische Königin, Queen Mary, wartete in der Royal Box vergeblich auf das Erscheinen der französischen Tenniskönigin. Lenglen, die irrtümlich geglaubt hatte, ihr Spiel sei auf einen späteren Zeitpunkt verschoben worden, fühlte sich angesichts des unbeabsichtigten Vorfalls, den britische Monarchisten und die Turnierleitung als Beleidigung ihrer Königin verstanden, dem Zusammenbruch nahe. Sie zog ihre Teilnahme am Turnier zurück und hat den „heiligen Rasen“ an der Church Road nie mehr betreten.

## Weitere sportliche Karriere als Profispielerin und letzte Jahre
| Rang                      | Tennisspielerin       | Titel |
| ------------------------- | --------------------- | ----- |
| 1.                        | Margaret Court        | 24    |
| 2.                        | Serena Williams       | 23    |
| 3.                        | Steffi Graf           | 22    |
| 4.                        | Helen Wills Moody     | 19    |
| 5.                        | Chris Evert           | 18    |
| 5.                        | / Martina Navratilova | 18    |
| 7.                        | Suzanne Lenglen       | 12    |
| 7.                        | Billie Jean King      | 12    |
| Stand: 11. September 2022 |                       |       |

Lenglen war der erste große weibliche Tennisstar, der zu den Profis überwechselte. Für eine Serie von Schaukämpfen in den USA gegen Mary K. Browne, Gewinnerin der US Open von 1912 bis 1914, erhielt die Französin die für damalige Verhältnisse sensationelle Summe von 75.000 US-Dollar. Ihre amerikanische Gegnerin war 35 Jahre alt und außerdem Finalistin der French Open, bei denen sie gegen Lenglen 1:6 und 0:6 verloren hatte.
Zum ersten Mal in der Geschichte des Tennissports beherrschte ein Damenmatch die Schlagzeilen. Bei ihrem ersten Zusammentreffen in New York spielte die Französin so blendend auf, dass der Reporter der New York Times von einem der besten Spiele sprach, die je auf einem amerikanischen Platz stattgefunden hatten. Als die Serie der Schaukämpfe im Februar 1927 endete, hatte Lenglen alle 38 Partien gegen Browne gewonnen. Die Französin war erschöpft und bekam den ärztlichen Rat, längere Zeit Abstand zum Tennissport zu halten, um sich wieder zu erholen.
Lenglen beschloss, sich ganz vom Wettkampfsport zurückzuziehen, und gründete mit Hilfe und der finanziellen Unterstützung ihres Lebensgefährten Jean Tillier eine Tennisschule in Paris – in unmittelbarer Nähe zu den Plätzen von Roland Garros gelegen, dem Austragungsort der French Open. Schon bald – im Jahr 1936 – wandelte sich die Akademie zum Trainingszentrum der Französischen Tennis-Föderation. In jener Zeit verfasste Lenglen auch einige Bücher über ihren Sport. In Paris war Lenglen für ein Modellhaus zuständig für deren Sportbekleidung.
Anfang Juli 1938 berichteten Pariser Tageszeitungen über eine plötzliche Ermüdung von Lenglen. Ein paar Tage später, am 4. Juli 1938 morgens um 6:30 Uhr, starb sie an den Folgen perniziöser Anämie in ihrem Domizil in Paris. Lenglen wurde am 6. Juli 1938 auf dem Cimetière parisien de Saint-Ouen bei Paris beigesetzt.

## Grand-Slam-Turniersiege im Einzel
- French Open: 1920 bis 1923, 1925 und 1926, insgesamt 6 Siege
- Wimbledon: 1919 bis 1923, 1925, insgesamt 6 Siege